# Mrówkodławik rdzawogrzbiety
Mrówkodławik rdzawogrzbiety (Formicivora rufa) – gatunek małego ptaka z rodziny chronkowatych (Thamnophilidae). Zasiedla Peru, Brazylię, Boliwię, Paragwaj i Surinam. Nie jest zagrożony.

## Podgatunki i zasięg występowania
Wyróżnia się trzy podgatunki F. rufa:
- F. r. urubambae J. T. Zimmer, 1932 – wschodnie Peru (lokalnie na wschodnich zboczach Andów)
- F. r. chapmani Cherrie, 1916 – południowy Surinam i północno-wschodnia Brazylia
- F. r. rufa (Wied-Neuwied, 1831) – południowo-wschodnie Peru, Boliwia, Paragwaj oraz środkowa i południowa Brazylia

## Morfologia
Mierzy 12–13 cm, waży 11,5–14 g. Samiec ze rdzawym ciemieniem i resztą wierzchu ciała, czarne policzki, gardło i pierś odgraniczone jasnym pasem. Na skrzydle czarne lusterko w białe kropki. U samicy nie występują czarne części upierzenia, a spód jest pokryty licznymi prążkami.

## Ekologia i zachowanie
Środowisko tego gatunku stanowi runo i podszyt różnego typu formacji roślinnych, głównie krzewiastych, takich jak cerrado czy campos; zasiedla także zakrzewienia wtórne. Występuje zazwyczaj na nizinach, na wschodnich zboczach Andów w Peru i Boliwii spotykany do 1450 m n.p.m.
Mrówkodławik rdzawogrzbiety żywi się różnego typu owadami, prawdopodobnie także pająkami. Jest ruchliwy, skacze z uniesionym ogonem albo lata na małe odległości. Często zatrzymuje się, aby poszukać owadów. Zazwyczaj przebywa parami albo tworzy małe grupy rodzinne. Żeruje nisko nad ziemią, na krzewach, małych drzewach albo w runie. Po zjedzeniu zdobyczy ptak ociera dziób o gałąź. W trakcie żerowania samiec i samica komunikują się ze sobą wydając głośne odgłosy.

## Status
Międzynarodowa Unia Ochrony Przyrody (IUCN) uznaje mrówkodławika rdzawogrzbietego za gatunek najmniejszej troski (LC – least concern) nieprzerwanie od 1988 roku. Liczebność populacji nie została oszacowana, ale ptak ten opisywany jest jako dość pospolity, lecz rozmieszczony plamowo. Ze względu na brak dowodów na spadki liczebności bądź istotne zagrożenia dla gatunku BirdLife International uznaje trend liczebności populacji za stabilny.